# گلریز قهرمان
گلریز قهرمان (زادهٔ ۱۹۸۱) وکیل و سیاستمدار و عضو سابق مجلس نمایندگان نیوزیلند است. گلریز در ۹ سالگی همراه با خانواده‌اش ایران را ترک کرد و از نیوزیلند پناهندگی سیاسی گرفت. او نخستین نمایندهٔ پناهجوی مجلس نمایندگان نیوزیلند است. قهرمان، که در دانشگاه آکسفورد کارشناسی ارشد حقوق بشر بین‌الملل درس خوانده، برای مدتی به‌عنوان وکیل سازمان ملل متحد در پرونده‌های مربوط به رواندا و کامبوج فعالیت کرده‌است.

## زندگی شخصی
قهرمان در سال ۱۹۸۱ در ایران زاده شد. خانواده او در مشهد زندگی می‌کردند. پدر مهندس کشاورزی و اهل تربت حیدریه بود. او برای وزارت کشاورزی در زمینه تحقیق و توسعه سوخت‌های گیاهی جایگزین کار می‌کرد. مادر او دانش‌آموخته روان‌شناس کودک بود. اما از نظر اخلاقی با روانشناسانی که باید با یک دین پیمان وفاداری ببندند مخالف بود. بنابراین از شرکت در امتحانات اسلامی که برای او لازم بود خودداری کرد و هرگز به این شکل کار نکرد. پدر گلریز شیعه و مادر او سنی کرد بود، هرچند هیچ‌کدام از والدینش مذهبی نبودند.
در سال ۱۹۹۰ پس از پایان جنگ ایران و عراق، قهرمان ۹ ساله و خانواده‌اش، برای گذراندن تعطیلات، ایران را به مقصد مالزی ترک کردند. آنها از مالزی، پروازی به فیجی را رزرو کردند. با توقف در اوکلند، به دنبال پناهندگی سیاسی رفتند و به عنوان پناهنده پذیرفته شدند. پدر و مادر گلریز بعدها یک رستوران و یک فروشگاه هدیه در اوکلند تأسیس کردند و در حوزه‌های تخصصی قبلی خود کار نکردند. قهرمان در مدرسه راهنمایی دخترانه اوکلند شرکت کرد. او مدرک کارشناسی حقوق و مدرک کارشناسی هنر در تاریخ از دانشگاه اوکلند دارد.

## زندگی حرفه‌ای
قهرمان به عنوان وکیل جنایی در نیوزیلند آغاز به کار کرد و بعدها مدتی به عنوان وکیل سازمان ملل متحد در پرونده‌های مربوط به دادگاه بین‌المللی کیفری برای رواندا و کامبوج فعالیت کرده‌است. حضور او در گروه وکلای مدافع جنایت‌کاران جنگی چون رادوان کاراجیچ بحث‌برانگیز بوده‌است.
گلریز قهرمان در سال ۲۰۱۷ به دنبال تهدید نژادپرستان سفیدپوست، اسکورت امنیتی گرفت.

## زندگی سیاسی
در نیوزیلند در گفتگوهایی اعلام کرد که شرایط در نیوزیلند به سمت بدتر شدن رفته‌است و به همین دلیل از همان زمان وارد حزب چپگرای سبزها در این کشور شد. او مخالف صریح سیاستهای ضد مهاجرت در نیوزیلند است. او تلاش زیادی کرده‌است تا دولت نیوزلند مهاجرانی که مورد پذیرش قرار نمی‌گرفتند را پذیرا شود. بهروز بوچانی از پناهجویانی بود که هنگام ورود به خاک نیوزلند مورد استقبال گلریز قهرمان در فرودگاه قرار گرفت و از اقامت او در نیوزلند دفاع کرد. قهرمان و بوچانی هر دو از منتقدان سیاست‌های مهاجرتی نیوزلند هستند.
قهرمان در ژانویهٔ ۲۰۱۷ به فهرست حزب سبز برای انتخابات سراسری نیوزیلند (۲۰۱۷) افزوده شد. در نتایج اولیه، حزب سبز رای کافی برای ورود قهرمان به پارلمان را به‌دست نیاورد. ولی پس از افزوده شدن ۰٫۵ درصد آرا به آرای حزب سبز در شمارش آرای ویژه قهرمان توانست به پارلمان نیوزیلند راه یابد. قهرمان نخستین پناهجویی بود که به پارلمان نیوزیلند راه یافت. انتخاب او فریاد بسیاری از گروه‌های ضد مهاجر نیوزیلند را برانگیخت.

## اتهام دزدی و استعفا
در ۱۰ ژانویه ۲۰۲۴ پس از آنکه رسانه‌ها گزارش دادند که قهرمان از مغازه‌های گران‌قیمت محلی دزدی کرده، از مسئولیت‌های خود کناره‌گیری کرد. در ۱۵ ژانویه، پلیس تأیید کرد که در حال بررسی سومین ادعای دزدی توسط قهرمان در مغازه‌ای در بوتیک‌فروشی Cre8iveworx واقع در ولینگتون در اکتبر ۲۰۲۳ است. در ۱۶ ژانویه گلریز قهرمان اعلام کرد که مسئولیت رفتارهای خودش را می‌پذیرد و از سمت خود استعفا می‌دهد. او گفت که استرس کاری باعث شده که رفتاری کاملا دور از شخصیت خود داشته باشد.
پلیس نیوزیلند در بیانیه‌ای گفت زنی ۴۳ ساله برای دو اتهام دزدی از فروشگاه به دادگاه منطقه اوکلند احضار شده است. در این بیانیه نام متهم نیامده اما رسانه‌های نیوزیلند گفته‌اند او گلریز قهرمان است.

## دیدگاه‌ها

### حقوق بشر
در پی اجرای فرمان مهاجرتی دونالد ترامپ و وضع محدودیت‌های سخت‌گیرانه‌ای برای ورود اتباع هشت کشور (اکثرا مسلمان) از جمله ایران، گلریز در مصاحبه‌ای افراد را از سفر به ایالات متحده بر حذر داشت.

### باورهای مذهبی
گلریز در مصاحبه‌ای می‌گوید که پدر و مادرش مذهبی نیستند و خود او ندانم‌گرا و حتی بعضاً خداناباور است.

### جنبش‌های مدنی ایران
در پی خیزش ۱۴۰۱ در ایران، گلریز حمایت خود را از مردم ایران اعلام کرد. او همچنین در جلسه‌ای با سفیر جمهوری اسلامی ایران در پارلمان نیوزیلند عکس مهسا ژینا امینی را به دست گرفت و در مورد مسئله حجاب و برخورد نیروهای جمهوری‌اسلامی ایران با معترضان با سفیر ایران به مجادله پرداخت.

### حمایت از فلسطین
در پی جنگ اسرائیل و حماس او یک بار با چفیه فلسطینی در مجلس نیوزیلند حاضر شد. گلریز قهرمان در تظاهرات حامیان فلسطین در نیوزیلند حضوری فعال داشت و از رهبران جهان خواست تا در برابر اقدامات نظامی اسرائیل که او آن را «جنایت علیه بشریت» توصیف کرده بایستند. از او به دلیل شرکت در این تظاهرات و پشتیبانی از فلسطینی‌ها و انتقاد از اقدامات نظامی اسرائیل در جنگ با حماس در غزه، انتقاد بسیاری حتی در درون حزب سبز شده بود.